# Hunasikote, Malur
Hunasikote là một làng thuộc tehsil Malur, huyện Kolar, bang Karnataka, Ấn Độ.